# Teddybeer

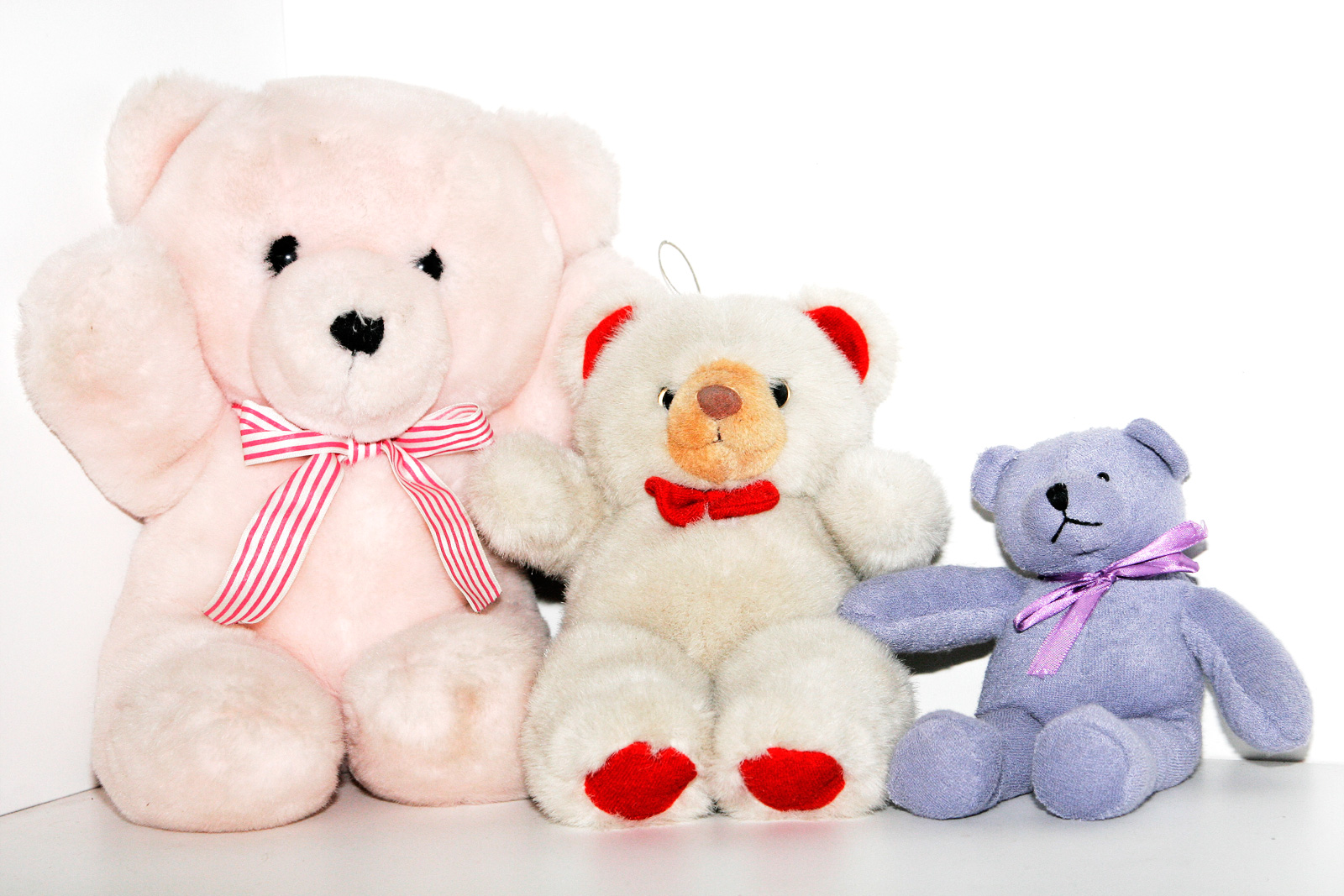
Moderne met zachte kunststof gevulde teddyberen

De teddybeer is een pluchen knuffelbeest dat een beer voorstelt. De naam Teddybeer verwijst naar president Theodore Roosevelt die in 1902 tijdens een berenjacht weigerde op een gevangen beer te schieten. De beer als knuffeldier werd begin twintigste eeuw zowel in Duitsland als de Verenigde Staten ontwikkeld. Teddyberen zagen er oorspronkelijk uit als berenwelpen. Tegenwoordig zijn ze er in alle vormen, kleuren en maten.
In de psychologie wordt de teddybeer gezien als een transitieobject bij uitstek. De beer is niet alleen om mee te knuffelen maar is het kind ook tot steun bij het verkennen van de wereld. De beer wordt vaak als levend ervaren en speelt enerzijds de rol van beschermer (een gevoel van veiligheid) en anderzijds als een wezen waar het kind verantwoordelijkheid over draagt. De teddybeer wordt gebruikt als projectie voor het uiten van verwachtingen en verlangens.

## Geschiedenis

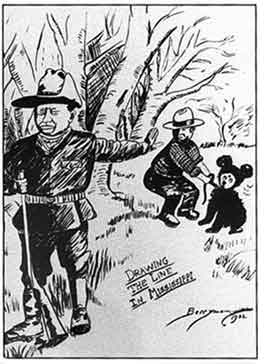
De cartoon in de Washington Evening Star

Voor het enorme succes van de beertjes in de Verenigde Staten was eigenlijk president Theodore Roosevelt verantwoordelijk. Al zijn vrienden noemden hem 'Teddy', hoewel hij zelf een hekel aan deze bijnaam had en zijn familie hem nooit zo noemde. In 1902 had hij tijdens een vierdaagse berenjacht geweigerd een jong weerloos beertje te doden dat de jagers voor hem hadden gevangen, omdat hij dat niet sportief vond. In plaats daarvan gaf hij opdracht het dier uit zijn lijden te verlossen. De beroemde tekenaar van The Washington Post Clifford Berryman legde dit incident vast in zijn cartoon "Drawing the line in Mississippi" als een ironisch commentaar op een grensconflict dat erg in de belangstelling stond.
Vanaf dat moment werd de beer bekend als "Teddy's Bear" en Berryman liet geen kans voorbijgaan om het beertje te verwerken in al zijn hierna volgende cartoons over de president.
Deze cartoons waren de allerbeste reclame voor speelgoedproducent Steiff en al gauw had de Steiff "Teddybeer" de harten gestolen van honderdduizenden Amerikanen. Mede gevoed door de stroom Steiffberen uit Duitsland nam de "Teddyberen-gekte" steeds meer Amerika in z'n greep en van hieruit ook andere werelddelen.

### Het andere verhaal
Volgens een andere bron zou de teddybeer weliswaar zijn ontstaan uit de cartoon van Clifford Berryman, maar ging het in werkelijkheid om een 230 pond zware, zich sjofel voortbewegende beer, die nadat hij een van de honden had gedood, met een touw om de nek gevangen was.
Volgens Roosevelt was de beer geen partij meer voor een sportieve jager.
Tevens zouden in deze lezing de eerste beren die Amerika overspoelden geen Steiffberen geweest zijn maar pluchen beren, vervaardigd door Morris Michtom, een Russisch-Joodse immigrant, die een kleine snoepwinkel dreef in Brooklyn. Zijn vrouw Rose maakte in de avonduren pluchen dieren die ze konden verkopen om meer inkomsten te genereren. Geïnspireerd door de cartoon zou het echtpaar in 1902 de "gevulde beren voor kinderen" gemaakt hebben en deze "Teddy's beer" hebben genoemd. Morris schreef de president zelfs een brief waarin hij vroeg of hij de naam "Teddy" mocht gebruiken.
De president zou de brief hebben beantwoord met de woorden: I don't think my name will mean much to the bear business, but you're welcome to use it! ("ik denk dat mijn naam niet veel invloed zal hebben op de knuffelberenhandel, maar ga je gang"). Dat hij zich daarin vergiste, bewijzen de honderden miljoenen "teddyberen" die na dit antwoord hun weg naar de kinderen gevonden hebben.
Gezien het tijdstip van de cartoon, 1902, lijkt de Amerikaanse versie van het verhaal werkelijk de eerste aanzet tot de wereldwijde doorbraak van de teddybeer. Het is echter duidelijk dat de vele direct hierna geïmporteerde Steiffberen, door de beurskoopman Herman Berg van Geo Borgfelt & Co op de markt gebracht, ook een belangrijke aanzet waren tot de wereldwijde bekendheid van de teddybeer.
In 1907 maakte Steiff al een miljoen teddyberen. Amper drie jaar na het gesprek met de Amerikaan Herman Berg, zittend op de kapotgeslagen beurskratten, gingen de vele honderdduizenden beren naar kopers in vele landen.

## In de cultuur
De teddybeer komt voor in kinderliedjes maar ook in films en muziek voor volwassenen. Teddy Bears' Picnic is een kinderlied uit 1907, waarbij eerst alleen de muziek gecomponeerd werd en de tekst pas in 1932 werd geschreven. Winnie de Poeh is een fictieve teddybeer waarvan het eerste verhaal in 1926 gepubliceerd werd. Paddington is een kinderfilm over een teddybeer en Ted een film voor volwassenen.
De teddybeer is in de loop der jaren een verzamelobject geworden waarbij zeldzame beren zelfs op veilingen worden verkocht. In 2000 werd op een veiling van Christie's een teddybeer verkocht, gemaakt door Louis Vuitton en Steiff. Deze bracht 2,1 miljoen dollar op.

## Trivia

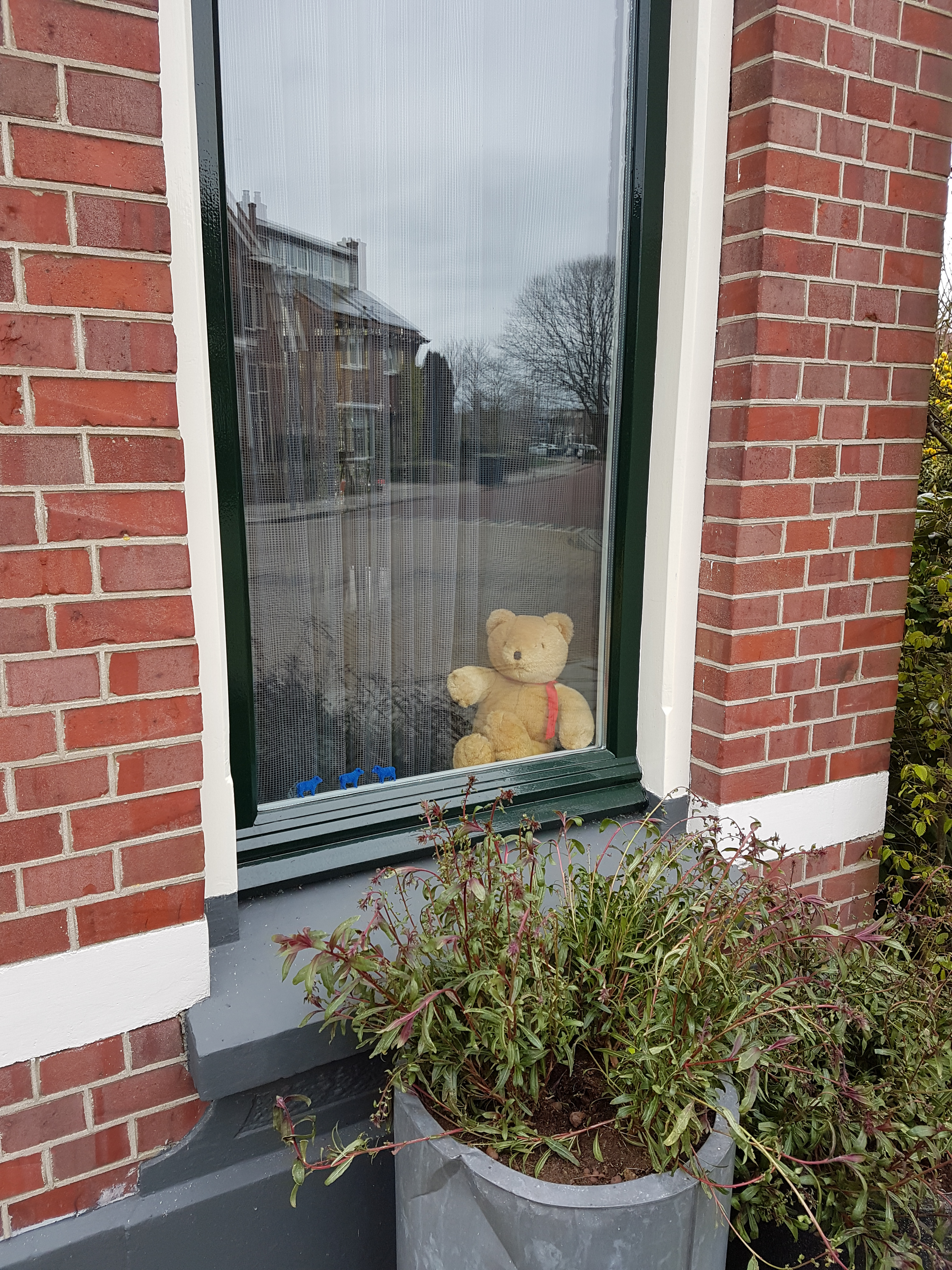
Een bejaagde beer met de berenjacht tijdens de Coronacrisis

- Een liefhebber van (teddy)beren wordt een arctofiel genoemd. Arctos (Grieks: άρκτος) betekent namelijk 'beer'.
- Tijdens de coronacrisis in Nederland en in België in 2020 werden mensen opgeroepen om hun teddyberen voor het raam, zichtbaar vanaf de straat, neer te zetten. Zo konden kinderen, die hierdoor niet naar school konden, in hun eigen buurt op speurtocht (berenjacht) en zoveel mogelijk beren ontdekken.[2][3]
- Kinderen voor Kinderen zong in 1980 een lied over de teddybeer. Dit lied staat op hun tweede album
- Er zijn in de wereld meerdere musea te vinden die volledig in het teken van de teddybeer staan, o.a. in Naples (Florida), Petersfield, Dorchester (Engeland), Ito en Nagano  (Japan).
- gummibeertjes zijn snoepjes in de vorm van teddybeertjes.

## Afbeeldingen

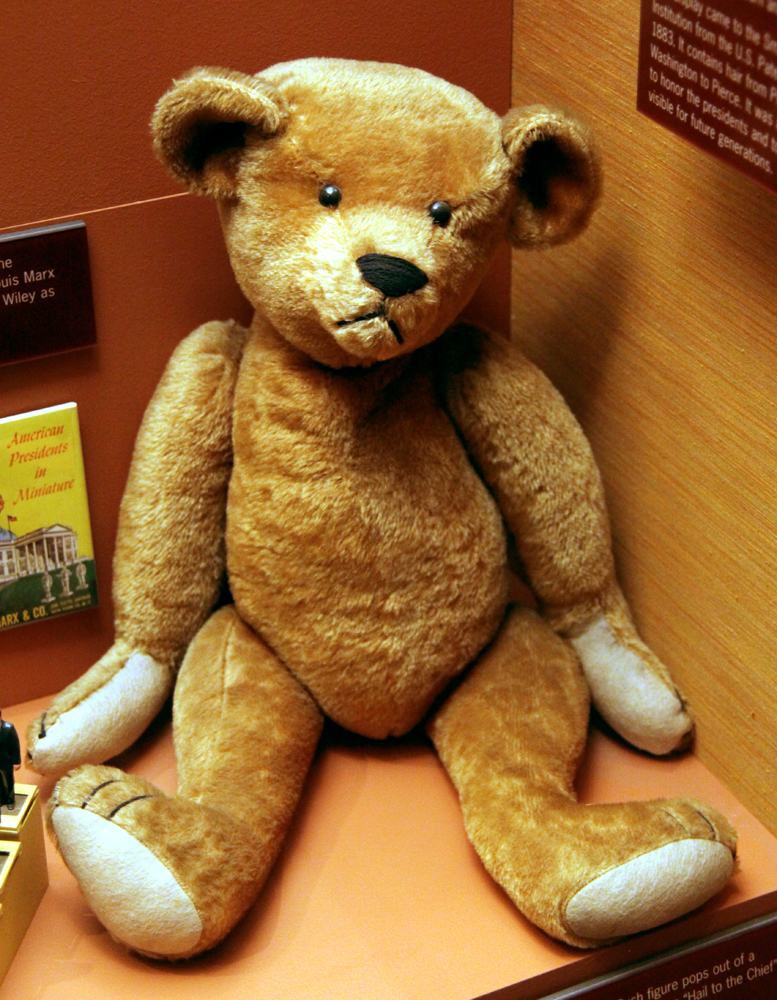
Een teddybeer uit 1903 in het Smithsonian Museum of Natural History
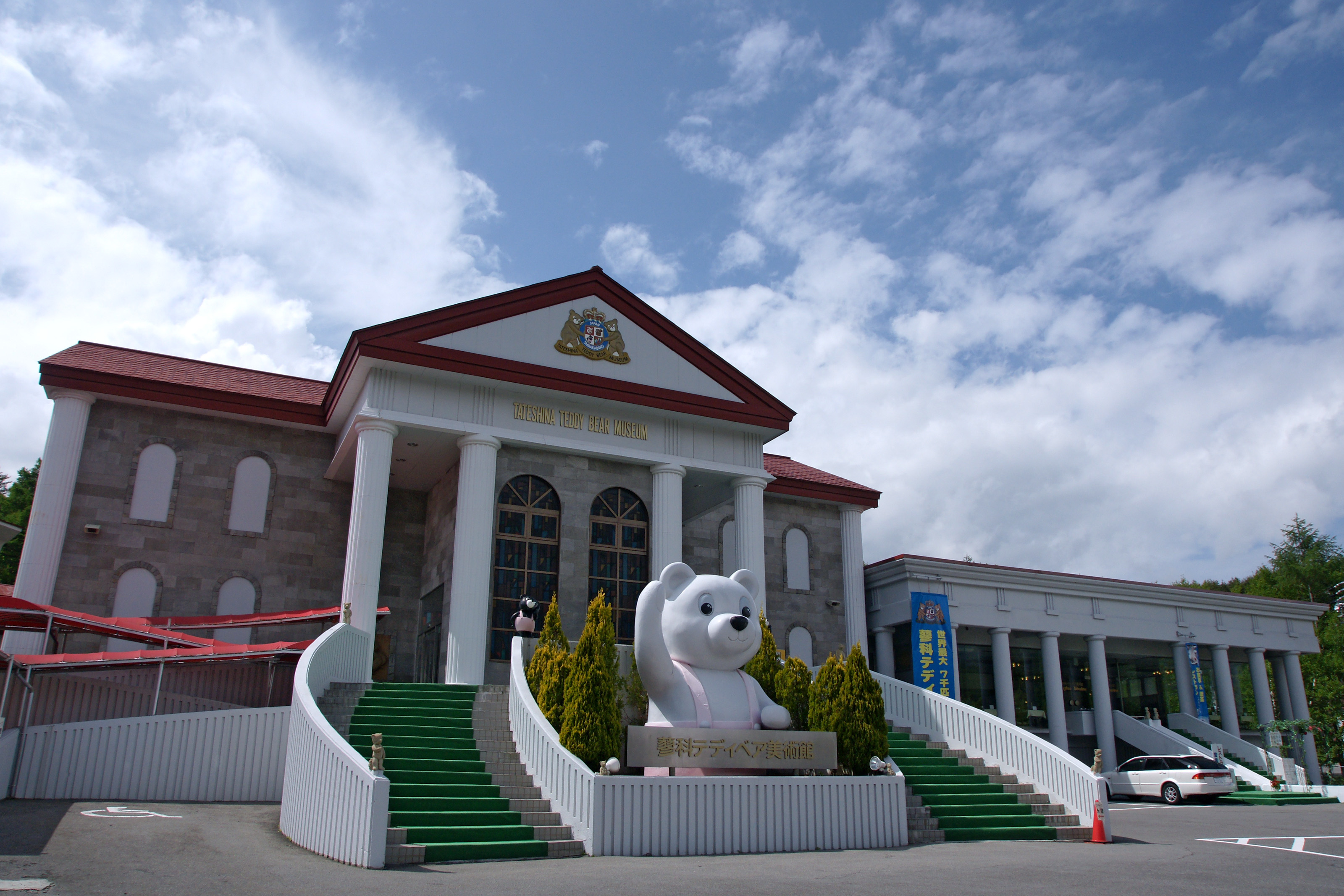
Het Tateshina Teddy Bear Museum in Japan
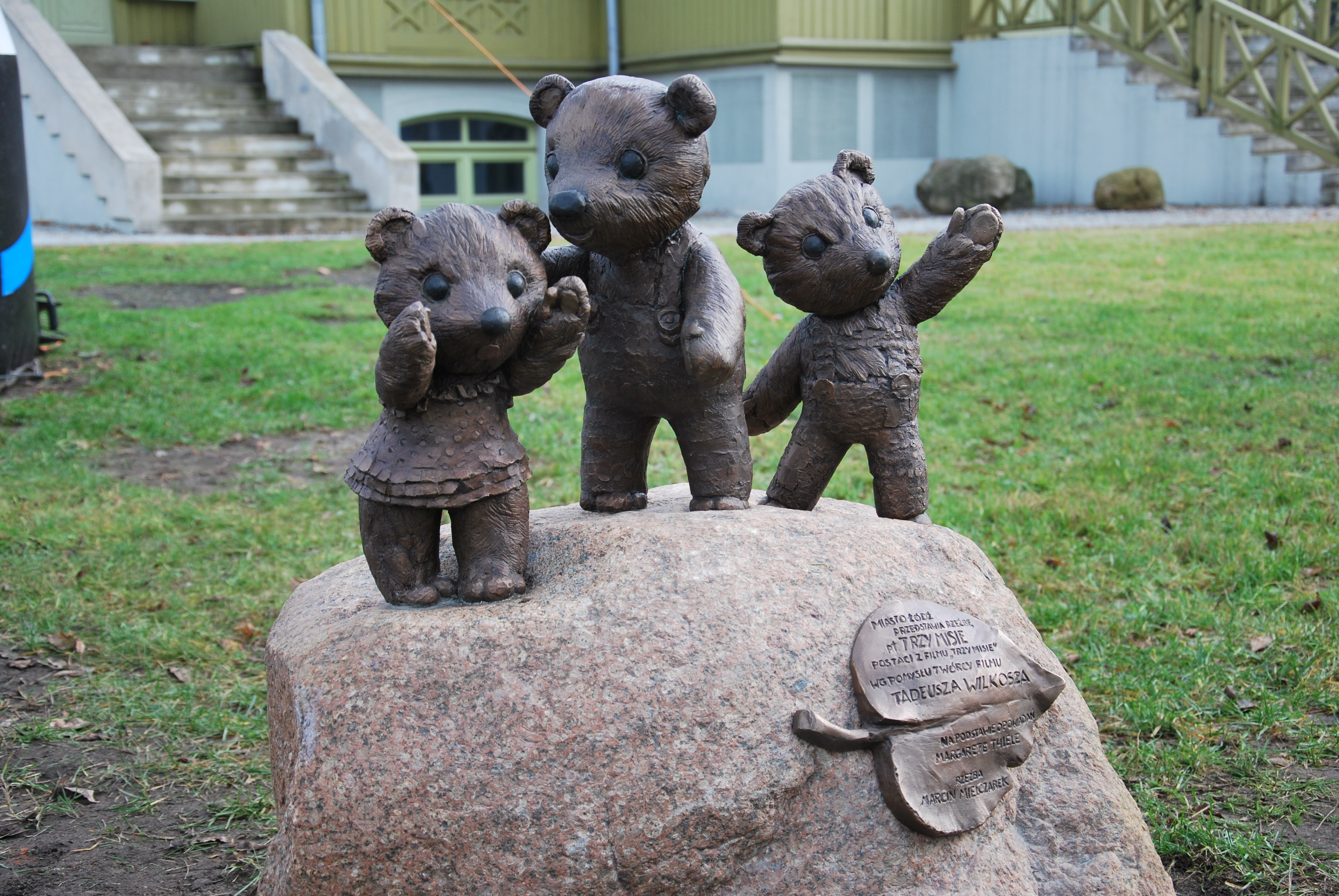
Een standbeeld van drie teddyberen in Łódź